# Batalha de Megido (1918)
A Batalha de Megido (em turco: Megiddo Muharebesi) foi um conflito militar, ocorrido entre 19 e 25 de setembro de 1918 que, juntamente com seus desdobramentos (as batalhas de Sarom e de Nablus), representou a vitória culminante da conquista da Palestina pelo general britânico Edmund Allenby, durante a Primeira Guerra Mundial.
As forças do britânicas penetraram de forma maciça no Vale de Jizreel, pelo oeste, através do Monte Carmelo, e cercaram as forças otomanas situadas no vale (mencionadas como o local onde as forças do Anticristo se reuniriam antes da Batalha do Armagedom, no Livro do Apocalipse, na Bíblia) e perto do Rio Jordão. Ao se tornar um visconde, Allenby tomou o nome desta batalha como seu título, tornando-se o primeiro Visconde Allenby de Megido.
As operações de Edmund Allenby obtiveram sucesso com perdas muito baixas, contrastando com muitas das ofensivas ocorridas durante a Primeira Guerra Mundial, o que foi motivo de louvor.
A batalha foi a ofensiva final aliada da Campanha do Sinai e Palestina da Primeira Guerra Mundial. As forças em luta eram a Força expedicionária egípcia aliada, de três corpos, e o Grupo de Exércitos Otomanos Ildirim, que contava com três exércitos, cada um com a força de apenas um corpo de ajuda. A série de batalhas ocorreu no que era então as partes centrais e norte da Palestina Otomana e partes de atual Israel, Síria e Jordânia. 
Depois das forças da Revolta Árabe atacarem as linhas de comunicação otomanas, distraindo os otomanos, as divisões de infantaria britânicas e indianas atacaram e romperam as linhas defensivas otomanas no setor adjacente à costa na Batalha de Sarom. O Corpo Montado do Deserto, cercava os Oitavo e Sétimo exércitos otomanos, que ainda estavam lutando nas Colinas da Judeia. A  Batalha de Nablus foi travada praticamente  ao mesmo tempo nas colinas da Judeia, na frente de Nablus e nas passagens do rio Jordão. O Quarto exército otomano foi subsequentemente atacado nas Colinas de Moabe, em Es Salt e Amã.
Essas batalhas resultaram em dezenas de milhares de prisioneiros e muitos quilômetros de territórios capturados pelos Aliados. Após as batalhas, Daraa foi capturada em 27 de setembro, Damasco em 1 de outubro e as operações em Haritã, norte de Alepo, ainda estavam em andamento quando o Armistício de Mudros foi assinado, pondo fim às hostilidades entre os Aliados e os otomanos.
As operações do general Edmund Allenby, alcançaram resultados decisivos a um custo comparativamente pequeno, em contraste com muitas ofensivas durante a guerra. Allenby conseguiu isso através do uso de barragens (artilharia) para cobrir os ataques de infantaria, a fim de quebrar um estado de guerra de trincheiras e depois usar suas forças móveis (cavalaria , carros blindados e aeronaves) para cercar as posições dos exércitos otomanos nas Colinas da Judeia fora de suas linhas de retirada. As forças irregulares da revolta árabe também desempenharam um papel importante nessa vitória.

## Antecedentes
A antiga fortaleza de Megido fica em Tel Elmuteselim (Tel Megido), na foz do Passo de Musmus perto de Alajum, controlando as rotas para o norte e o interior, dominando a Planície do Armagedom ou Megido. Através desta planície, vários exércitos, desde os antigos egípcios até os soldados franceses sob o comando de Napoleão Bonaparte, haviam lutado a caminho de Nazaré nas colinas da Galileia. Em 1918, essa planície, conhecida como a planície de Esdraelom (O vale de Jezreel, em termos israelenses) ainda era estrategicamente importante, pois ligava o Vale do Jordão e a planície de Sharon que ficava a 40 milhas (64 quilômetros), atrás da linha de frente otomana, e juntos, esses três vales formaram um semicírculo em torno das principais posições otomanas em Judeia, realizada pelo sétimo e oitavo exército.